# 董骥
董骥（1928年—2009年11月26日），山西襄汾人，中华人民共和国演员、导演和编剧，因其饰演1991年版电视剧《三国演义》中的王朗一角在bilibili等视频网站引发恶搞风潮而知名（见骂死王朗）。他曾供职于青岛市话剧院，1986年电影《血战台儿庄》扮演日军将领磯谷廉介，2000年电视剧《孙子兵法与三十六计》扮演鬼谷子。于2009年11月26日因病逝世，享壽81岁。